# Донець-Захаржевський Яків Васильович
Яків Васильович Донець-Захаржевській (23 жовтня (3 листопада) 1780 — 13 (1) березня 1865, Царське Село) — генерал від артилерії, учасник Наполеонівських війн, керуючий Царскосільским, Петергофським і Гатчинським палацовими управліннями.

## Походження
Яків Васильович народився в родині слобідського поміщика майора Василя Михайловича Донець-Захаржевського, який був Харківським губернським маршалком шляхти (1801—1804, 1804—1807) та Ізюмський повітовим маршалком шляхти (1795—1798). Онук полковника Сумського слобідського козацького полку Михайла Михайловича Донця-Захаржевського (пом. 1760).
Сам рід Донців-Захаржевських був відомим слобожанським козацьким старшинським і дворянський родом, який вів своє походження від Григорія Донця, який був полковником харківського слобідського козацького полку в 1688—1691 роках.

## Освіта
Освіту здобув у Шкловському благородному училищі графа Семена Гавриловича Зорича, з якого був випущений 19 (30) червня підпоручником до 1-го батальйону облогової артилерії, що розташовувався в той час у Санкт-Петербурзі.

## Військова кар'єра
Після розформування його батальйону в 1800 році Яків Васильович переведений до 1-го артилерійського полку.
Під час Війни четвертої коаліції (1806—1807) перебував у Пруссії, де брав участь у боях з французами і отримав чин поручника. Згодом брав участь у російсько-шведській війні 1808—1809 років.
В 1810 році був призначений командиром 6-ї кінної роти 3-ї артилерійської бригади.
24 (12) березня 1811 року отримав чин штабскапітана.
26 грудня 1811 (7 січня 1812) року був підвищений до капітана, а 17 (29) квітня 1812 року до підполковника.
Під час французько-російській війні 1812 року, перебуваючи зі своєю ротою в ар'єргарді, утримував ворога на верхньому Дніпрі при відступі російської імперської армії після битви при Лубліні, брав участь в Бородінській битві, де був поранений у ногу, і в боях під Малоярославцем і Вязьмою, причому за відвагу був нагороджений орденами святої Анни 2-го ступеня, Святого Володимира 4-го ступеня і 17 (29) липня 1813 року отримав чин полковника. Був нагороджений золотою зброєю з написом «За хоробрість».
Під час Війни шостої коаліції Яків Васильович брав у ній участь. Так, під Рейхенбахом він перебував зі своєю ротою на полі битви в той час, коли французька кавалерія, порубавши один батальйон 21-го єгерського полку, кинулася в обхід лівого флангу військ принца Євгена Вюртембергського. Вдала дія його батареї дала можливість графу М. А. Милорадовичу підкріпити слабкий ар'єргард російських військ кавалерією Корфа, яка відтіснила ворога.
В битві під Лейпцигом його було послано разом з кавалерією графа Петра Петровича Палена для сприяння атаці союзників на Лебортвольквіц, але він був зустрінутий вогнем французьких батарей. Яків Васильович втримав місце, але сам втратив праву ногу нижче коліна, в яку поцілило ядро. За відзнаку в цій битві 22 січня (3 лютого) 1814 року Яків Васильович отримує орден святого Георгія 4-го класу (№ 2808) і 3000 карбованців одноразової допомоги на лікування.
Після цього, до закінчення війни, він перебував на лікуванні в місті Альтенбурзі, на час подій Ста днів 1815 року, командував усіма рухливими запасними парками.

## Палацовий керуючий
Після закінчення Наполеонівських війн Яків Васильович залишив стройову службу і 3 (25) лютого 1817 року був призначений керуючим Царскосільським палацовим керуванням і поліцією Царського Села. У тому ж році йому було підпорядковано Ораниенбаумське і Петергофське палацові управління.
На управляючого покладалося безпосереднє завідування і розпорядження всім, що належало до благоустрою Царського Села, а також міська лікарня і богадільня.
Брав участь в ліквідації пожежі Катерининського палацу, за що отримав 16 (28) грудня 1817 року подяку.
У 1828 році під його керівництво перейшов також Гатчинський палац з усіма будівлями, садами і селами.
6 (18) грудня 1828 року, по вислузі років, отримав чин генерал-лейтенант а, а 10 (22) жовтня 1843 року — генерал від артилерії.
У 1839 році Якову Васильовичу були надані права цивільного губернатора з управління Царським Селом, перетвореним в так зване «Палацове місто».
У 1855 році став шефом 15-й кінно-артилерійської батареї.
12 (24) грудня 1864 року він став першим почесним громадянином Царського Села.
Помер Яків Васильович 1 (13) березня 1865 року в Царському Селі, був похований під Катерининським собором.

## Нагороди
Російська імперія
- 1812 — Орден Святого Володимира 4-го ступеня з бантом;
- 1812 — Орден Святої Анни 2-го ступеня;
- 1814 — Орден Святого Георгія 4-го ступеня;
- 1819 — Орден Святої Анни 1-го ступеня;
- 1823 — алмазні знаки до ордена Святої Анни 1-го ступеня;
- 1826 рік — Орден Святого Володимира 2-го ступеня;
- Орден Білого орла;
- Орден Святого Олександра Невського з діамантовими прикрасами;
- Орден Святого Володимира 1-го ступеня;
- Орден Андрія Первозванного;
- 1812 рік — Золота зброя «За хоробрість»;
- Відзнака «За LX років бездоганної служби».

Пруссія
- 1813 — Pour le Mérite;

## Вшанування пам'яті
На честь Донець-Захаржевського, ще за його життя, була названа Захаржевськая вулиця в Царському Селі.
У 1864 році в залі Міської ратуші було встановлено бюст, який в наш час знаходиться в Катерининському палаці.
У 2011 році в місті Пушкін був встановлений (20 червня 2013 року відкрито) пам'ятник генералу.